# Solsteinhaus
Solsteinhaus – austriackie schronisko górskie położone w Alpach Wschodnich, w paśmie Karwendel, na przełęczy pomiędzy Erlspitze i Kuhljochspitze (na północy) oraz Groẞer Solstein i Garberskopf (na południu).

## Historia
Otwarcie obiektu nastąpiło 14 czerwca 1914. Pasmo Karwendel było wówczas ubogie w górskie miejsca noclegowe, a jednocześnie popularne w kręgach łowieckich. Plan budowy drugiego schroniska oddziału innsbruckiego Alpenverein w tym paśmie powstał po raz pierwszy w komisji sekcyjnej, w 1908. Najlepsze miejsce znaleziono na północny po zachodniej stronie Solstein, na stokach Erlspitze, na wysokości 1804 m n.p.m. Budowa rozpoczęła się jesienią 1912, po zapewnieniu przez całe stowarzyszenie odpowiednich środków.
Szczególne zasługi podczas budowy położyli:
- dr Adolf Hinter (pożyczkodawca),
- dr Josef Pircher (pożyczkodawca)
- inż. Fritz Konzert (kierownik budowy)
- dr Franz Hörtnagl
- Hugo Ragattini (późniejszy pierwszy dzierżawca schroniska)
- dr Franz Trnka[2].

Obiekt miał na parterze dwie jadalnie, kuchnię i pomieszczenie gospodarcze z trzema łóżkami, a na piętrze siedem mniejszych pokoi i jedną salę wieloosobową.
Na początku lat trzydziestych rozpoczęły się problemy finansowe schroniska. Dzierżawca Hans Lenz nie był wówczas w stanie opłacić czynszu. Podczas II wojny światowej obiekt był czynny dla alpinistów. Pod koniec wojny użytkowali go okupujący ten teren żołnierze francuscy, którzy zgodzili się na jego ponowne uruchomienie dla turystów. Odwiedzającymi byli wtedy głównie Austriacy.
Od 1949 sytuacja ekonomiczna schroniska zaczęła się poprawiać, m.in. dzięki zaangażowaniu ochotników z oddziału Alpenverein w Innsbrucku. W 1954 lawina spowodowała poważne uszkodzenia  dachu i wodociągu, które wkrótce usunięto, a w latach późniejszych zbudowano towarowy wyciąg gospodarczy. W latach 1988–1989 zbudowano nową kanalizację i trzykomorową oczyszczalnię ścieków. W 1987 do podgrzewana wody zamontowano system fotowoltaiczny. W latach 1996–2002 przeprowadzono generalny remont kuchni (dobudowano m.in. komorę chłodniczą), unowocześniono przestarzały już wyciąg towarowy oraz zakupiono nowy generator dieslowski. Największą inwestycją w tym okresie był nowy system zaopatrzenia w wodę pitną. Od tego czasu woda pompowana jest na wysokość około 150 metrów do dwóch zbiorników o pojemności 8000 litrów. W 2004 przeprowadzono remont kanalizacji. W latach 2005 i 2006 uskuteczniono zabiegi konserwacyjne. Generalny remont obiektu rozpoczęto pod koniec maja 2007, a zakończono w maju 2008. Liczba miejsc została wówczas zmniejszona do około 90 osób (pokoje od 2 do 12 osób). Otwarto też salę seminaryjną na 20–30 osób. Wzniesiono zewnętrzną ścianę wspinaczkową o powierzchni 35 m². Rozbudowano system fotowoltaiczny.

## Turystyka
Główne dojście do schroniska prowadzi przez Solenalm po znakowanym szlaku. Można tu też dotrzeć z Innsbrucka-Kranebitten przez Kranebitter-Klamm i Zirler Schützensteig oraz z Scharnitz przez Gleirschtal Frau-Hitt-Sattel. Chata ma również duże znaczenie jako baza wypadowa na wysokogórski trakt Seefelder Joch – Nördlinger Hütte – Freiungen – Solsteinhaus – Magdeburg Hütte – Seegrube – Pfeishütte – Bettelwurfhütte lub Hallerangerhaus.

## Galeria

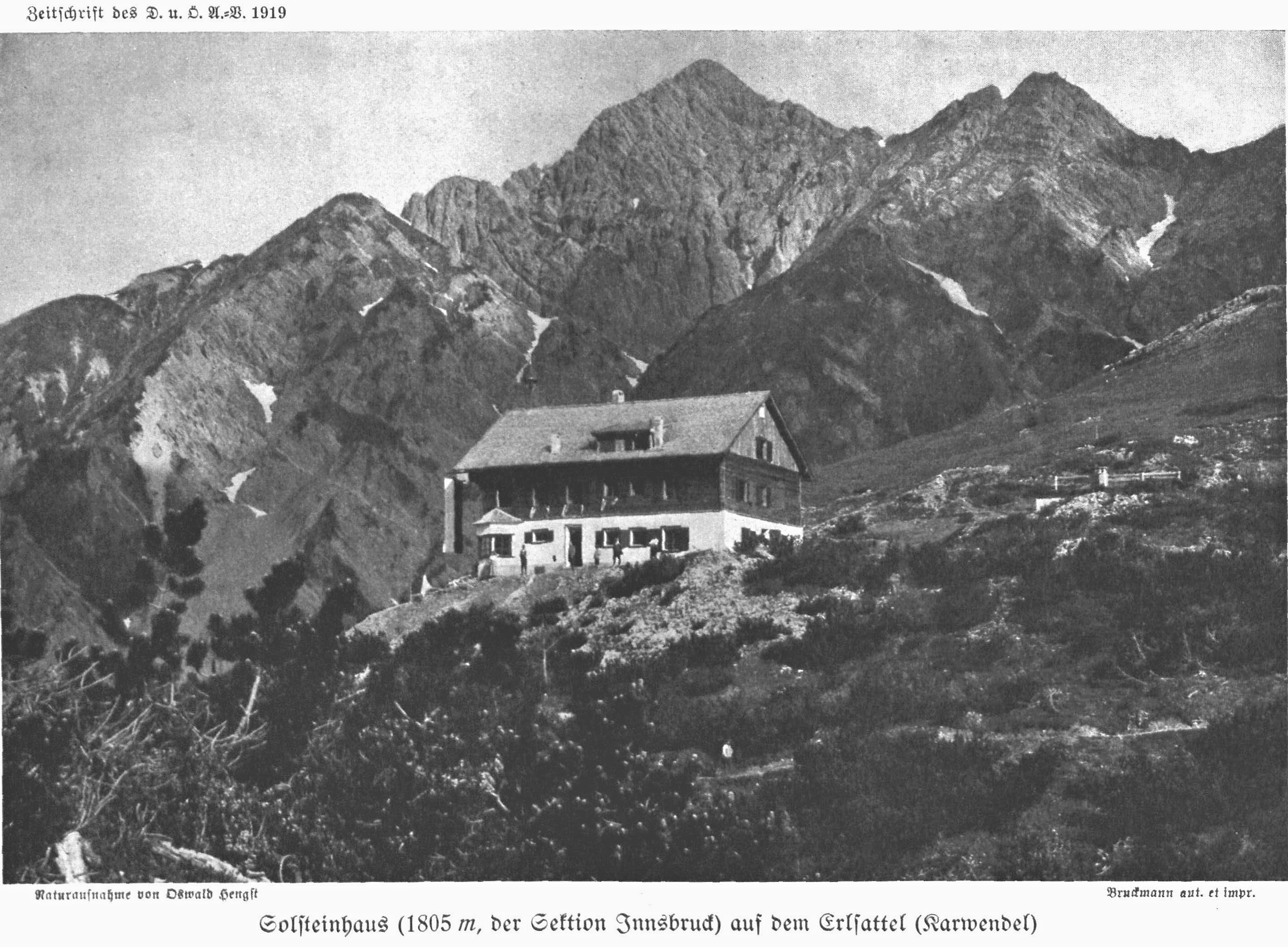
Schronisko w 1919
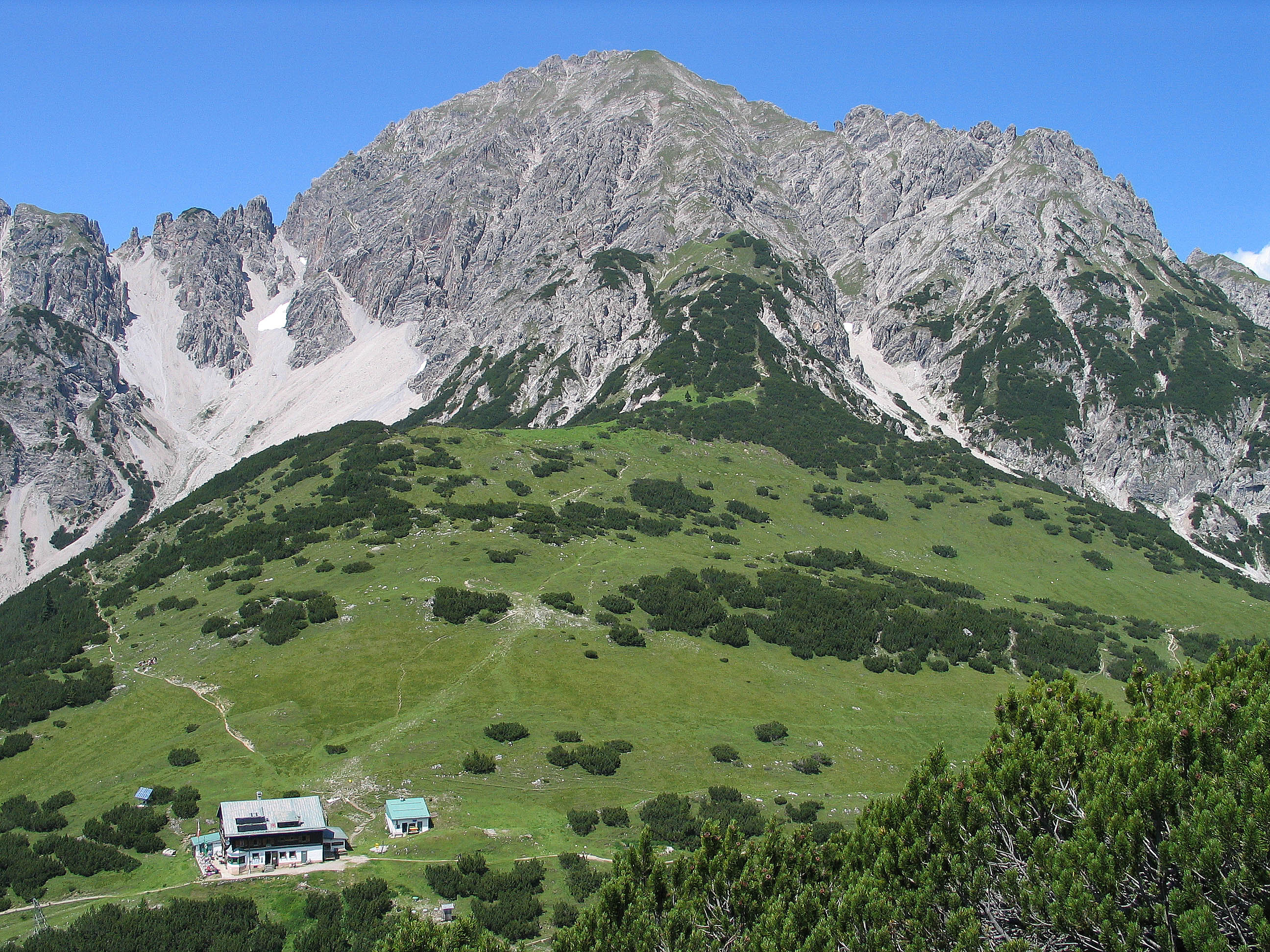
Widok na tle Erlspitze
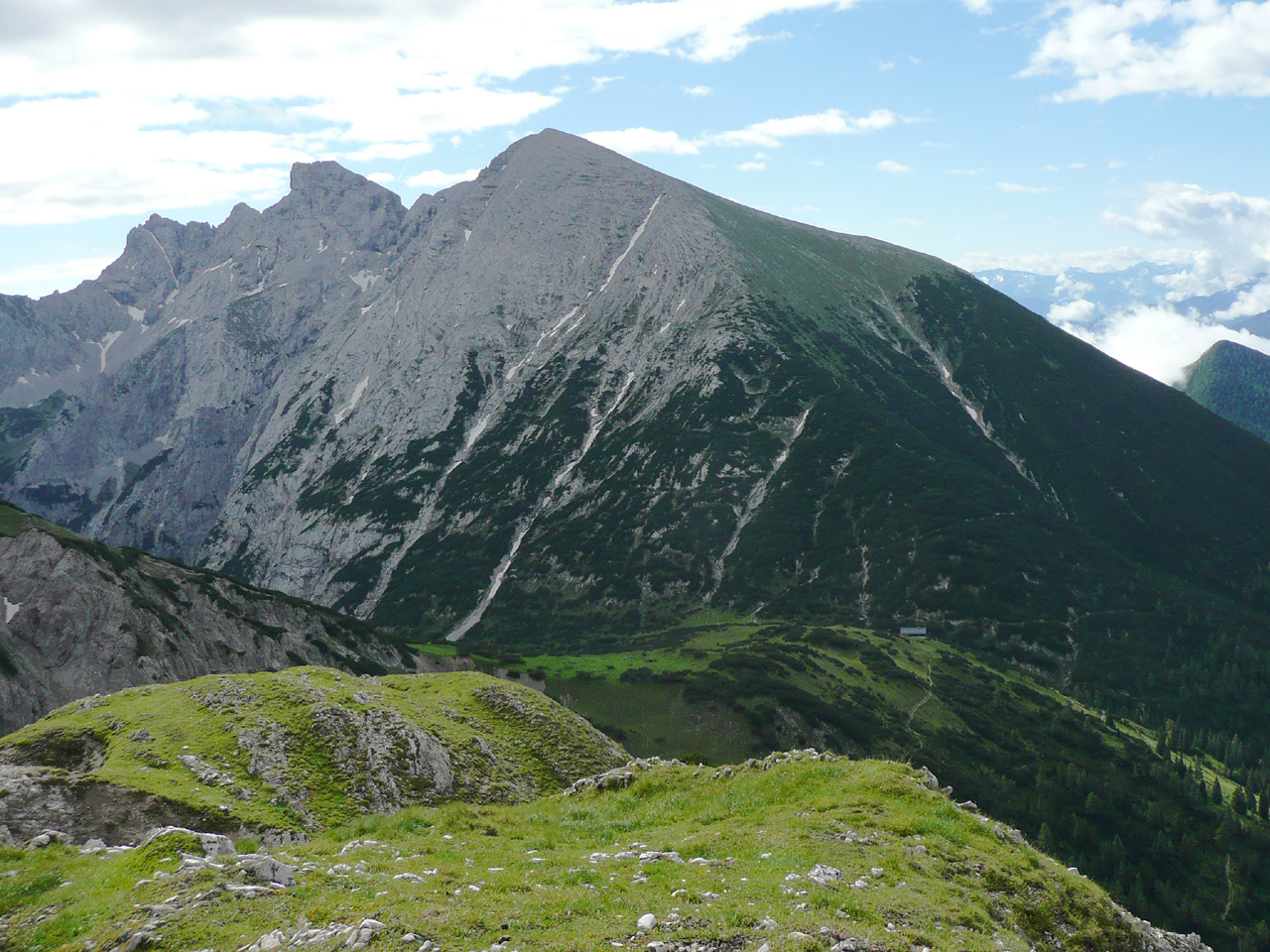
Widok na tle Solstein